# Sirmione

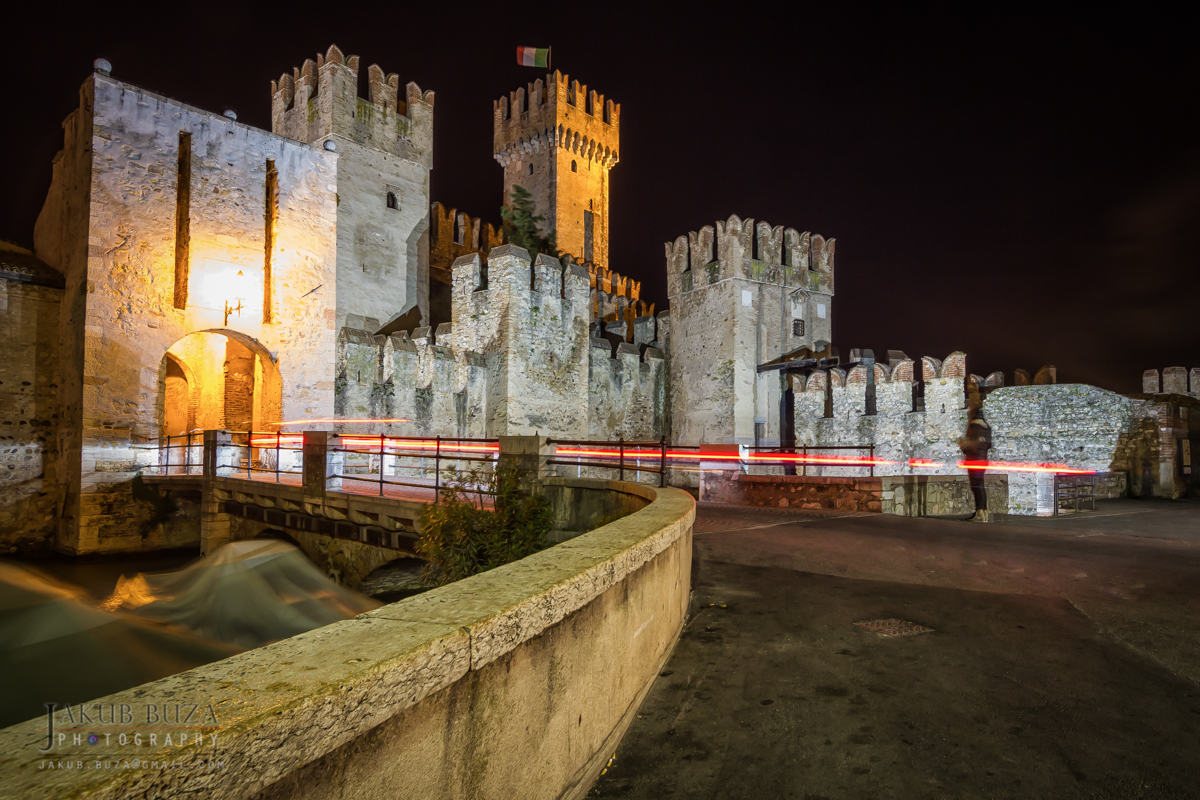
Sirmione óváros bejárata

Sirmione (lombardul: Sirmiù) olasz község Brescia megyében, Lombardia tartományban, a Garda-tó déli részén található szigetnyúlványon.

## Történelem
Már az i.e 2-3-dik évezredben lakott volt a terület, majd a római fennhatóság idején kedvelt üdülő területté vált. Főként veronai arisztokraták között volt népszerű, többek között a híres római költő Catullusnak is volt egy villája a félsziget északi csücskén.
A tó környéki stratégiai helyzetének következtében többször volt helyszíne harcoknak, a késő római korban épült erődítményét a népvándorlás során pusztították el. A lombardok fennhatósága alatt a település egy fontos bírói járás központja volt, valamint Ansa, Desiderius longobárd király felesége rendházat és templomot is alapított itt.